# Khanzad Chess Club
Khanzad Chess Club – iracki klub szachowy z siedzibą w Irbil.

## Historia
Klub został założony w 1998 roku. Od 2010 roku grał w Superlidze irackiej. W sezonie 2011 zajął trzecie miejsce w mistrzostwach kraju, a w 2014 roku zdobył wicemistrzostwo Iraku. W składzie drużyny znajdował się wówczas arcymistrz, Konstantin Tarlew. W 2015 roku zespół zdobył Puchar Iraku, a w lidze zajął trzecią pozycję. W latach 2016–2017 Khanzad Chess Club kończył rozgrywki ligowe na drugim miejscu, a w sezonach 2018–2019 – na trzecim. W 2021 roku klub nie przystąpił do najwyższej klasy rozgrywkowej, wrócił do niej w sezonie 2022, zajmując wówczas czwarte miejsce. Ponadto w 2022 roku klub zdobył wicemistrzostwo Iraku kobiet. Sezon 2024 Superligi Khanzad Chess Club zakończył zdobyciem trzeciego miejsca.